# Астрагал Цингера
Астрага́л Цингера (Astragalus zingeri) — вид трав'янистих рослин з родини бобові (Fabaceae), поширений у Луганській області (Україна), європейській частині Росії, на північному заході Казахстану.

## Опис
Півкущик заввишки до 55 см заввишки з прямими або висхідними стеблами, знизу здерев'янілими, вкритими білими волосками. Має потужний каудекс і стрижневу кореневу систему. Річні стебла до 25 см завдовжки. Прилистки яйцювато-ланцетні. Листки завдовжки 5–7 см, з 4–6 парами лінійно-ланцетних, іноді довгастих, майже голих листочків. Китиці вкорочені, майже головчасті, 10–20-квіткові. Віночок білуватий з жовтуватим відтінком, прапорець майже однакової довжини з крилами, трохи виїмчастий. Біб довгастий, 15–20 мм, біло-волохатий. Період цвітіння: травень — липень. Період плодоношення: червень — липень. Розмноження насіннєве. 2n = 32.

## Поширення
Поширений в Луганській області України, у європейській частині Росії, на північному заході Казахстану.
В Україні вид зростає у с. Новосвітловка Сорокинського району Луганської області. Населяє сухі крейдяні відшарування, вапняки, схили ярів.